# Ivan Brient
Ivan Brient (* 17. Januar 1972 in Auray) ist ein französischer römisch-katholischer Geistlicher und ehemaliger ernannter Weihbischof in Rennes.

## Leben
Ivan Brient absolvierte zunächst ein Chemiestudium. Anschließend studierte er Philosophie und Katholische Theologie an den interdiözesanen Priesterseminaren in Vannes und in Rennes. Daneben wirkte er kurzzeitig als Missionar in Burkina Faso. Am 17. Juni 2001 empfing Brient das Sakrament der Priesterweihe für das Bistum Vannes. Nach weiterführenden Studien am Päpstlichen Bibelinstitut in Rom und in Jerusalem erwarb er ein Lizenziat im Fach Bibelwissenschaft.
Ab 2004 war Brient als bischöflicher Delegat für die Priesterfortbildung sowie als Seelsorger in Malestroit, Bohal, Caro, Missiriac und Saint-Marcel tätig. Zudem lehrte er am interdiözesanen Priesterseminar Saint-Yves in Rennes. Von 2006 bis 2011 gehörte er außerdem dem Konsultorenkollegium des Bistums Vannes an. 2013 wurde Ivan Brient Pfarrer in Ploemeur, geistlicher Begleiter der Kommission für die Bretonische Sprache und Verantwortlicher für die Priesterfortbildung sowie 2015 zusätzlich erst Pfarradministrator und dann Rektor der Pfarrei in Larmor-Plage. Ab 2016 war Brient Erzpriester und Pfarrer in Pontivy, Dechant des gleichnamigen Dekanats sowie Rektor der Kirchen in Le Sourn, Saint-Thuriau, Cléguérec, Saint-Aignan, Sainte-Brigitte, Séglien, Neuillac und Kergrist. Darüber hinaus fungierte er ab 2017 als Generalvikar für die Gebiete der Kantone Auray, Pontivy und Gourin sowie der Stadt Lorient.
Papst Franziskus ernannte ihn am 7. Oktober 2022 zum Titularbischof von Vaison und zum Weihbischof in Rennes. Am 16. November 2022 nahm Papst Franziskus den von Ivan Brient vor der Bischofsweihe vorgebrachten Verzicht auf dieses Amt an. Brient begründete diese Entscheidung mit einer Burnout-Erkrankung, die bei ihm diagnostiziert worden sei. Die Bischofsweihe war für den 4. Dezember desselben Jahres geplant.